# آكسيوس
آكسيوس (بالإنجليزية: Axios)‏ (يُرسم على النحو التالي: λxios)؛ هو موقع ويب إخباري أمريكي، مقره في مقاطعة أرلنغتون في ولاية فرجينيا الأمريكية. أسس في عام 2016 من قبل كل من الصحفيين السياسيين السابقين في صحيفة بوليتيكو الأمريكية، جيم فانديهي ومايكل ألن وروي شوارتز، وأطلق رسميًا في عام 2017.
في 8 أغسطس 2022، أعلن القائمون على الموقع عن صفقة تقدمت بها شركة كاكس لشراء الموقع، ومن المتوقع أن تكتمل إجراءات البيع في أغسطس 2022.

## الاسم
يستند اسم الموقع إلى مفردة «آكسيوس» في اللغة اليونانية: «ἄιος» تلفظ: «áxios»، والتي تعني «قَيِّم».

## روابط خارجية
- الموقع الرسمي